# Alliance pour l'intégration européenne
L’Alliance pour l'intégration européenne (en roumain : Alianța pentru Integrare Europeană, AIE) est une coalition gouvernementale centriste moldave.
Elle est formée à la suite des élections législatives anticipées de juillet 2009 et se maintient au pouvoir lors du scrutin anticipé de 2010. Elle prend fin avec le vote d'une motion de censure parlementaire en 2013 et cède la place à la Coalition pour un gouvernement pro-européen (CGPE).

## Contexte
À la suite des élections législatives moldaves d'avril 2009, dont l'annonce des résultats donne lieu à des émeutes et même l'incendie du Parlement, le Parti communiste de la République de Moldavie (PCRM), au pouvoir depuis 2001, échoue par trois fois à faire élire Zinaida Greceanîi à la présidence de la République. Les communistes ne disposaient en effet que de 60 députés, alors que 61 étaient nécessaires.
Conformément à la Constitution de 1994, le président sortant, Vladimir Voronin, dissout l'assemblée et convoque des élections législatives anticipées en juillet suivant. Le scrutin voit la défaite du PCRM, qui reste la première force politique du pays avec 48 députés sur 101, et la victoire des quatre partis de l'opposition libérale, qui totalisent les 53 parlementaires restants.
Le PCRM critique alors cette alliance, y voyant une résurgence de l'Alliance pour la démocratie et les réformes (ADR), coalition de centre-droit au pouvoir entre 1998 et 1999, marquée par une très forte instabilité.

## Buts
L'AIE, conformément à la déclaration en vingt-deux points signée par ses quatre dirigeants le 8 août 2009, se fixe comme objectifs : 
- de surmonter la crise économique et sociale et relance la croissance économique ;
- d'assurer la réintégration territoriale ;
- de réussir l'intégration à l'Union européenne ;
- de promouvoir une politique étrangère équilibrée, cohérente et responsable.

Elle désire ainsi passer un accord de stabilisation et d'association (ASA) avec l'UE, et avoir une relation stratégique aussi bien avec la Russie que les États-Unis d'Amérique.
Sur décision du président de la République par intérim, Mihai Ghimpu, une commission pour une réforme constitutionnelle est installée le 1er décembre 2009. Elle propose notamment l'élection du président de la République au suffrage universel direct et le changement de la langue officielle, qui passerait de « moldave » à « roumain ». Il met également en place, le 14 janvier 2010, une commission pour l'étude de la dictature communiste en Moldavie, chargée d'étudier et de formuler une évaluation historique du régime totalitaire communiste.

## Élections de 2009

### Membres
La coalition se compose de quatre partis.
| Parti | Parti                                                                     | Idéologie                                                 | Président                                                                  | Sièges  |
| ----- | ------------------------------------------------------------------------- | --------------------------------------------------------- | -------------------------------------------------------------------------- | ------- |
|       | Parti libéral-démocrate de Moldavie Partidul Liberal Democrat din Moldova | Centre droit Conservatisme libéral, démocratie chrétienne | Vlad Filat Premier ministre                                                | 18 / 53 |
|       | Parti libéral Partidul Liberal                                            | Centre droit Conservatisme libéral                        | Mihai Ghimpu Président du Parlement Président de la République par intérim | 15 / 53 |
|       | Parti démocrate de Moldavie Partidul Democrat din Moldova                 | Centre gauche Social-démocratie                           | Marian Lupu                                                                | 13 / 53 |
|       | Alliance Notre Moldavie Alianță Moldova Noastră                           | Centre Social-libéralisme                                 | Serafim Urechean 1er vice-président du Parlement                           | 7 / 53  |

### Parlement

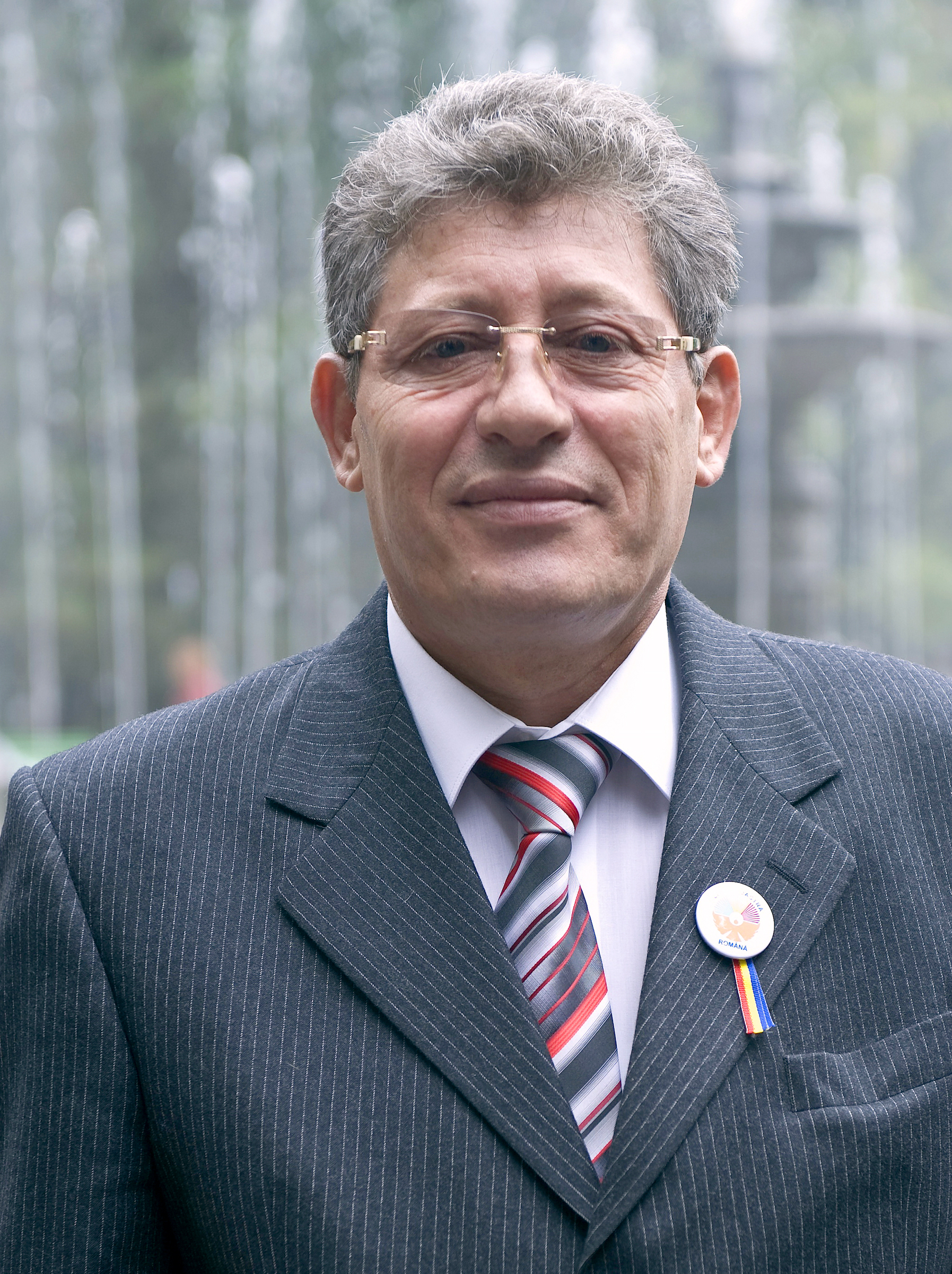
Mihai Ghimpu.

Le 28 août 2009, au cours de la session parlementaire constitutive, le président du PL, Mihai Ghimpu, est élu président du Parlement par 53 voix contre 48 lors d'un scrutin secret. Il remplace ainsi Vladimir Voronin, élu en avril et toujours chef de l'État. Au cours de son premier discours, il déclare : « Je remercie mes collègues pour leur confiance. À ce poste, j'espère pouvoir participer à la liberté de la presse, à un système judiciaire indépendant et à un État de droit dont tous les citoyens moldaves seront fiers ». Il prend alors par intérim les fonctions de président de la République.

### Gouvernement

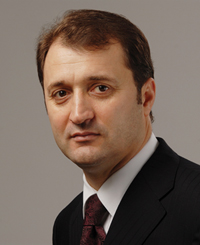
Vlad Filat.

Le 17 septembre 2009, la Cour constitutionnelle confirme la légitimité de Ghimpu, président par intérim, à désigner le nouveau Premier ministre. Il nomme aussitôt Vlad Filat, président du PLDM, à la tête du gouvernement, et ce dernier fait approuver quelques heures après la structure de son exécutif, qui conserve seize départements ministériels mais avec des noms et attributions différents.
Le gouvernement Filat I, qui comprend sept membres du PLDM, cinq du PL, quatre du PDM et quatre de l'AMN, est officiellement investi huit jours plus tard.

### Président de la République

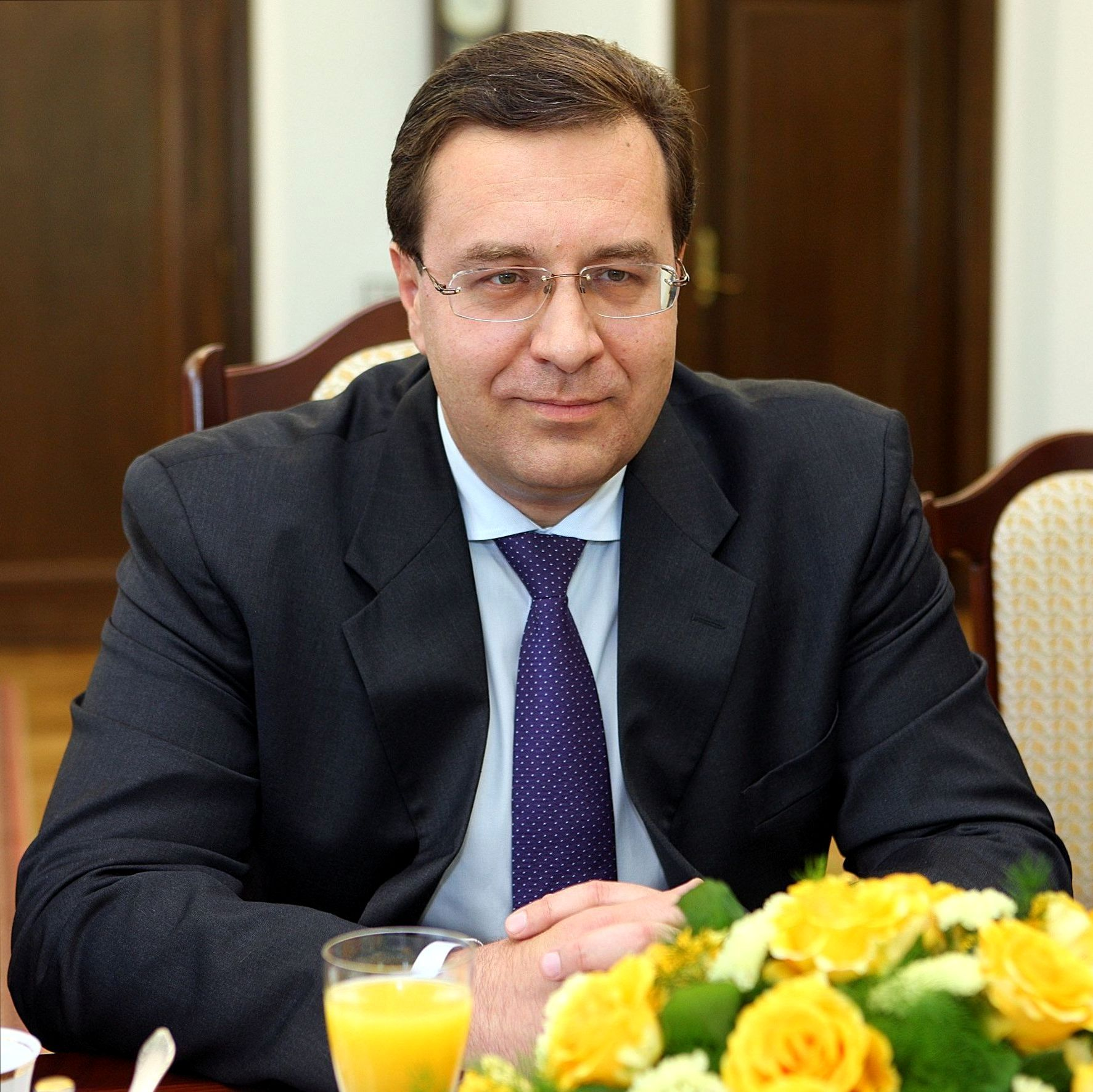
Marian Lupu.

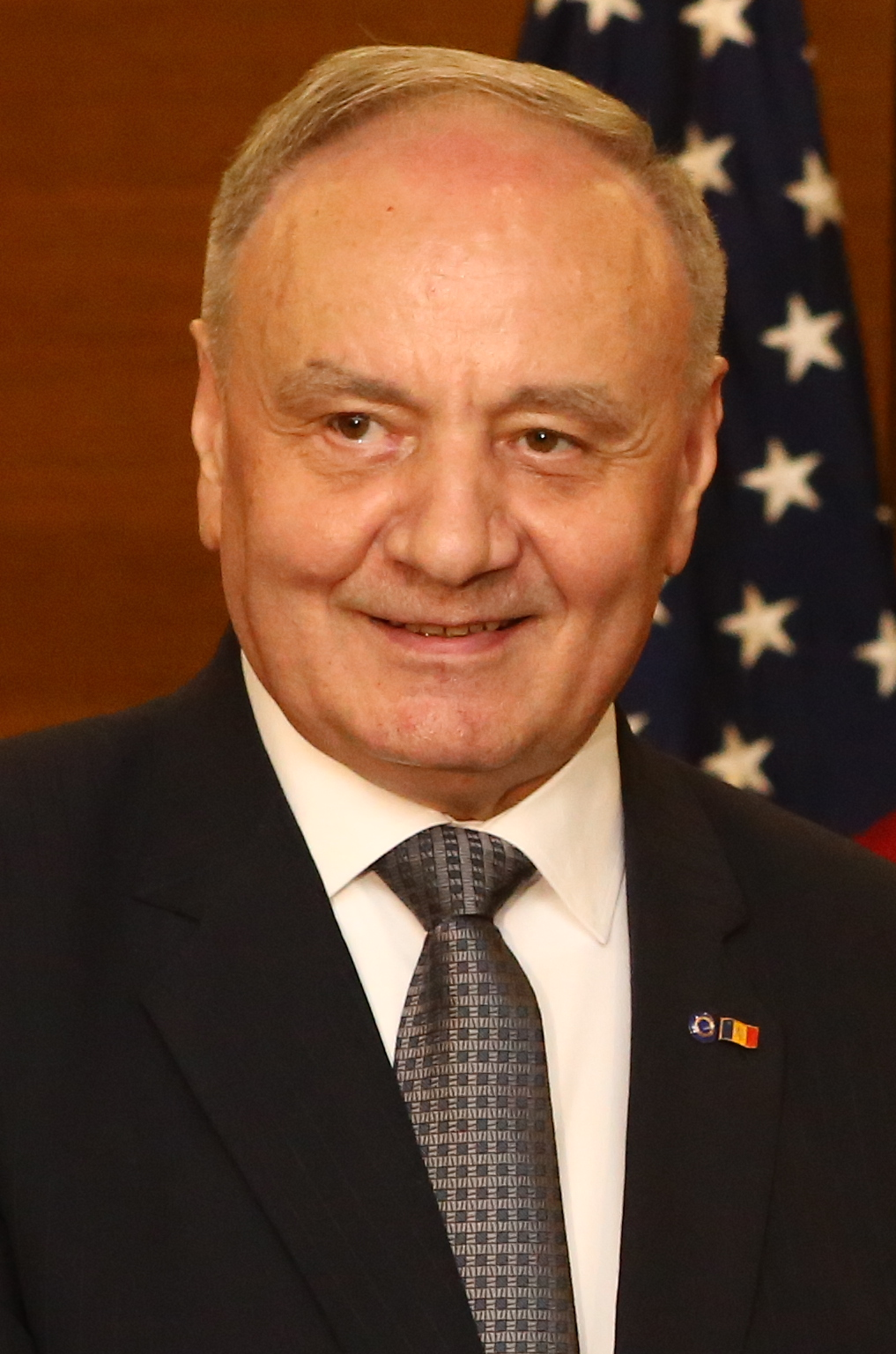
Nicolae Timofti.

Le candidat de l'AIE à la présidence de la République est le président du PDM, Marian Lupu, ancien président du Parlement sous les couleurs du PCRM. Celui-ci ne parvient cependant jamais à rassembler les 61 voix requises par la Constitution. L'intérim de la présidence est donc assuré par Ghimpu.

## Élections anticipées de 2010
Après l'échec du référendum constitutionnel du 5 septembre 2010, visant à permettre l'élection du président de la République au suffrage universel direct et invalidé faute d'une participation suffisante, des élections législatives anticipées sont convoquées le 28 novembre suivant.
Le scrutin voit la victoire du PLDM, du PL et du PDM, qui remportent ensemble plus de 50 % des voix, contre 41 % aux communistes, tandis que l'ANM, avec 3 % des voix, échoue à se maintenir au Parlement. L'AIE échoue toutefois, à deux sièges près, à obtenir la majorité des trois cinquièmes requise pour l'élection du chef de l'État. Il faut cependant attendre le 30 décembre pour qu'un nouvel accord de coalition soit conclu entre les trois partis de l'Alliance,, le PDM ayant de son côté mené des négociations séparées avec les communistes de Vladimir Voronin.

### Membres
La coalition se compose de trois partis.
| Parti | Parti                                                                     | Idéologie                                                 | Président                                                                 | Sièges  |
| ----- | ------------------------------------------------------------------------- | --------------------------------------------------------- | ------------------------------------------------------------------------- | ------- |
|       | Parti libéral-démocrate de Moldavie Partidul Liberal Democrat din Moldova | Centre droit Conservatisme libéral, démocratie chrétienne | Vlad Filat Premier ministre                                               | 32 / 59 |
|       | Parti démocrate de Moldavie Partidul Democrat din Moldova                 | Centre gauche Social-démocratie                           | Marian Lupu Président du Parlement Président de la République par intérim | 15 / 59 |
|       | Parti libéral Partidul Liberal                                            | Centre droit Conservatisme libéral                        | Mihai Ghimpu                                                              | 12 / 59 |

### Parlement
Le 30 décembre 2010, au cours de la deuxième session parlementaire suivant la tenue des élections, le président du PDM, Marian Lupu, a été élu président du Parlement par 57 voix contre 42 lors d'un scrutin secret. Il remplace ainsi Mihai Ghimpu, président du PL élu en août 2009.

### Gouvernement
Le 31 décembre 2010, le Premier ministre sortant et président du PLDM, Vlad Filat, est chargé de former un nouveau gouvernement. Celui-ci est confirmé par le Parlement exactement quatorze jours plus tard, et officiellement nommé le 18 janvier 2011.
Le gouvernement Filat II comprend huit membres du PLDM, cinq membres du PDM, quatre membres du PL et deux membres indépendants.

### Président de la République
Le candidat de l'AIE à la présidence de la République reste le président du PDM, Marian Lupu, désormais président du Parlement et chargé de l'intérim à la tête de l'État en cette qualité. Devant l'incapacité de le faire élire, la coalition désigne le magistrat Nicolae Timofti comme candidat et obtient le soutien de députés indépendants, précédemment membres du PCRM, permettant ainsi son élection.

## Fin de la coalition
Le 5 mars 2013, le PDM vote la motion de censure des communistes contre le gouvernement Filat II, ce qui entraîne sa chute et la fin de l'AIE. Le 30 mai suivant, le PLDM, le PDM et des dissidents du PL décident de continuer à gouverner ensemble ; ils forment la Coalition pour un gouvernement pro-européen (CGPE) et portent Iurie Leancă, premier vice-président du PLDM, à la tête de l'exécutif.